# Kazunari Watanabe
Kazunari Watanabe (渡邉一成, Watanabe Kazunari, Futaba, 12 de agosto de 1983) é um ciclista olímpico japonês.
Watanabe tem competido no keirin e outros eventos nos Jogos Olímpicos de Verão de 2008 (Pequim) e nos Jogos Olímpicos de Verão de 2012, em Londres. Ele também participa em competições de ciclismo profissional keirin japoneses.